# Бонифацио Новело
Вижте пояснителната страница за други личности с името Бонифаций.
Бонифацио (Фацио) Новело дела Герардеска (на италиански: Bonifazio (Fazio) Novello della Gherardesca; * ок. 1305 в Пиза; † март 1340 в Пиза) от фамилията Дела Герардеска е граф (конте) на Доноратико и господар на Пиза (1329 – 1340/1341). 
Той е син на Герардо (Гадо), граф на Доноратико († 1320).
Бонифацио се жени за Изабела ди Якопо Савел. След нейната смърт той се жени втори път за Контелда Спинола от Генуа. Те имат дъщерята:
- Емилия (Камила) дела Герардеска († 1349), омъжена ок. 1342 г. за Уголино Гонзага, господар на Мантуа (* 1320 в Мантуа, † 14 октомври 1362) [3]